# فولسوم (نيومكسيكو)
فولسوم (بالإنجليزية: Folsom)‏ هي بلدة تقع في الولايات المتحدة في مقاطعة يونيون، نيومكسيكو. يقدر عدد سكانها بـ 75 نسمة ومساحتها 1.4 كم2 وترتفع عن سطح البحر 1,948 متر.